# Eben Haëzer (Enumatil)
Eben Haëzer is een korenmolen in Enumatil in de provincie Groningen.
De molen werd na een verwoestende brand in 1906, vlak naast de oorspronkelijke plaats herbouwd in 1907. Het achtkant was een tweedehands exemplaar uit Dokkum. In 1951 viel de stelling van de molen naar beneden. De drie personen die op de stelling stonden vielen op een mestbult onder de molen en liepen daardoor geen ernstig letsel op. De molen werd in 1964 door de toenmalige gemeente Zuidhorn aangekocht. Door gemeentelijke herindelingen was de molen later eigendom van de gemeente Leek en sinds 2019 van de gemeente Westerkwartier. De molen werd na een lange periode van stilstand in de 1985 maalvaardig gerestaureerd. Na een opknapbeurt in 2011 laten drie vrijwillige molenaars de molen regelmatig draaien.